# Pascal Robert
Pascal Robert (* 20. Oktober 1963 in Valence) ist ein ehemaliger französischer Radrennfahrer.

## Sportliche Laufbahn
Robert war im Bahnradsport und im Straßenradsport aktiv. Er war Teilnehmer der Olympischen Sommerspiele 1984 in Los Angeles. In der Mannschaftsverfolgung kam er auf den 6. Rang. In der Einerverfolgung wurde er Sechster.
1985 wurde er Berufsfahrer im Radsportteam Renault-Elf und blieb bis 1986 als Radprofi aktiv. Danach startete er wieder als Amateur. In der Vuelta a España 1986 kam er auf den 20. Platz der Gesamtwertung. 1987 gewann er die Tour de Haute-Marne.